# Tibul
Tibul, Albije (54. pr. Kr. - 19. pr. Kr.), rimski liričar.Kao mladić odao se vojničkom pozivu, ali ga je kasnije napustio ii potpuno se posvetio poeziji.  Pisao je ljubavne elegije i ubraja se među najvažnije rimske elegičare i lirike uopće. Najčešće piše o čežnji za idiličnim seoskim životom i ljubavnom srećom. U razdoblju humanizma i renesanse utječe na niz hrvatskih pjesnika, među kojima je i Ivan Česmički (Jannus Pannonius).